# ナショナルバイオリソースプロジェクト
ナショナルバイオリソースプロジェクト（英: National BioResource Project）（NBRP）は、ライフサイエンスの研究に用いられるバイオリソース（生物遺伝資源）の収集・保存・提供体制の整備を目的とした、文部科学省主導の国家プロジェクト。

## 概要
日本国内には各地の研究所において様々な生物遺伝資源が開拓され保存されてきたが、長い年月のうちに散在し、有効利用できない状況となっていた。
このような状況を改善するため、生物遺伝資源の有効活用及び生命科学の支援することを目的に、生物遺伝資源に関する知識や遺伝子情報を集約・保存する国家事業が、
ナショナルバイオリソースプロジェクトである。
プロジェクトの事務局は、大学共同利用機関法人情報・システム研究機構国立遺伝学研究所にある。

## 担当中核機関
各リソースの担当中核機関は、次のとおりである。
- 実験用マウス（理化学研究所バイオリソースセンター）
- ラット（京都大学）
- ショウジョウバエ（京都工芸繊維大学）
- 線虫（東京女子医科大学）
- ネッタイツメガエル（広島大学）
- ゾウリムシ（山口大学）
- カイコ（九州大学）
- メダカ（基礎生物学研究所）
- ゼブラフィッシュ（理化学研究所バイオリソースセンター）
- ニホンザル（生理学研究所）
- カタユウレイボヤ（筑波大学）
- ニッポンウミシダ（筑波大学）
- シロイヌナズナ（理化学研究所バイオリソースセンター）
- イネ（国立遺伝学研究所）
- コムギ（京都大学）
- オオムギ（岡山大学）
- 藻類（国立環境研究所）
- 広義キク属（広島大学）
- アサガオ（九州大学）
- ミヤコグサ（宮崎大学）
- ダイズ（宮崎大学）
- トマト（筑波大学）
- 細胞性粘菌（筑波大学）
- 病原微生物（千葉大学）
- 一般微生物（理化学研究所バイオリソースセンター）
- 大腸菌（国立遺伝学研究所）
- 枯草菌（国立遺伝学研究所）
- 酵母（大阪市立大学）
- 遺伝子材料（理化学研究所バイオリソースセンター）
- ヒトES細胞（京都大学）
- ヒト・動物細胞（理化学研究所バイオリソースセンター）